# Jesús Hernández Úbeda
Jesús Hernández Úbeda (Madrid, 11 d'octubre de 1959 - Àvila, 23 d'abril de 1996) va ser un ciclista espanyol, que fou professional entre 1980 i 1990. Els seus majors èxits els aconseguí a la Volta a Espanya, on guanyà dues etapes.
Va morir només amb trenta-sis anys degut un infart de miocardi

## Palmarès
- 1980
  - Vencedor d'una etapa de la Volta a Astúries
- 1982
  - Vencedor d'una etapa de la Volta a Espanya
- 1983
  - Vencedor d'una etapa de la Volta a Espanya
- 1984
  - Vencedor d'una etapa de la Volta a les Valls Mineres

### Resultats al Tour de França
- 1983. 54è de la classificació general
- 1984. 71è de la classificació general
- 1985. 85è de la classificació general
- 1986. 117è de la classificació general
- 1987. 108è de la classificació general

### Resultats a la Volta a Espanya
- 1980. 47è de la classificació general
- 1981. 49è de la classificació general
- 1982. 49è de la classificació general. Vencedor d'una etapa
- 1983. 22è de la classificació general. Vencedor d'una etapa
- 1984. 57è de la classificació general
- 1985. 45è de la classificació general
- 1987. Abandona (11a etapa)
- 1988. Abandona (19a etapa)
- 1989. 103è de la classificació general
- 1990. Abandona (12a etapa)